# Maine Road
Maine Road je bil stadion angleškega nogometnega kluba Manchester City v Manchestru v letih 1923 do 2003. Stal je v predelu Moss Side južno od središča Manchestra.
Klub se je po sezoni 2002/03 preselil na novi stadion Manchester City, Maine Road pa je bil kljub zamislim, da bi ga predelali v večnamenski stadion, porušen. Zdaj na njegovem mestu stoji stanovanjska soseska.